# Šantovka
Šantovka je název pro novou městskou čtvrť vznikající nedaleko historického centra Olomouce. Jedná se o celkovou revitalizaci bývalé potravinářské továrny MILO, která stávala mezi řekou Moravou a Mlýnským potokem, jejím pravým ramenem. Na části pozemku o ploše 11 hektarů vzniklo v roce 2013 obchodně společenské centrum Galerie Šantovka, další etapy počítají s výstavbou obytné zóny a administrativního centra. Vznikly i nové oddychové zóny na březích Mlýnského potoka a došlo k obnovení nefunkčního biokoridoru. Díky asanaci bývalé továrny MILO bylo možné propojit jižní část Olomouce s centrem města tramvajovou tratí a vylepšit protipovodňová opatření města. Z blízkosti centra tak zmizel jeden z největších brownfieldů v Česku. Název Šantovka vznikl univerbizací jména novináře a regionálního politika Josefa Šanty, kterému je věnován nedaleko umístěný stolperstein.

## Areál MILO
Potravinářskou továrnu, později známou jako MILO, založila olomoucká židovská rodina Heikornů a původně nesla název S. Heikorn. Z rozhodnutí Adolfa Hitlera ji od 15. března 1942 vlastnil jeho osobní lékař Theodor Morell. Ten firmu přejmenoval 1. listopadu 1943 na MILO-Werke. Zkratku MILO užívali Heikornové jako jednu ze svých ochranných známek a znamená Mährische Industrie für Lebensmittel Olmütz – Moravský potravinářský průmysl Olomouc.
Celý projekt Šantovka vzniká v areálu bývalé společnosti MILO poté, kdy v červnu 1990 zanikl koncernový podnik Tukový průmysl. Po rozpadu k.p. Tukový průmysl, vzniklo několik samostatných podniků. Státní podniky Severočeské tukové závody s.p., Povltavské tukové závody s.p. a MILO Olomouc s.p. Státní podnik MILO byl v letech 1991 až 1992 privatizován a stal se akciovou společností. V roce 1997 se stává majoritním akcionářem OLPRAN GROUP a. s., která v roce 1998 zakládá dceřinou společnost MILO Surovárny a. s. V červenci 1997 postihly areál MILO povodně, které způsobily značné škody. V roce 2001 byla ukončena výroba a došlo k dražbám zastaveného nemovitého majetku. Areál začal být z části využíván k pronájmům drobným živnostníkům. Ostatní objekty, které nebyly způsobilé k užívání, chátraly. V červenci 2005 se na základě kupní smlouvy stává vlastníkem ZENMEX s. r. o. Tato společnost zahájila budování projektu Šantovka. Současným majitelem areálu a investorem celého projektu Šantovka je společnost SMC Development a. s. Společnost dokončila demolice původních továrních hal, provedla kompletní sanaci celé lokality a v současné době usiluje o rozšíření areálu Šantovka o realizaci projektu nové výškové budovy – „mrakodrapu“, vysokého 75 m, majícího 22 pater.

## Tramvajová trať
V rámci výstavby Šantovky byla vybudovaná i nová tramvajová trať v Olomouci. Stavbu od počátku provázely protesty ekologických aktivistů, někteří aktivisté se domnívali, že Magistrát města Olomouc neposoudil alternativní trasu skrze ulici Rooseveltova, která by podle odpůrců obsloužila více obyvatel, byla o několik desítek milionů levnější, kratší, dopravně méně komplikovaná a nezlikvidovala by biokoridor na břehu Mlýnského potoka. Jejich argumenty ale odborníci nejen z Česka, ale i ze Švýcarska vyhodnotili jako mylné, a nejvhodnější – stávající trasu, proto pomohla financovat švýcarská vláda z programu švýcarsko-české spolupráce. Tyto neshody, kdy se různá občanská hnutí snažila zastavit výstavbu, rozpoutaly ostrou výměnu názorů mezi samosprávou a občanskými sdruženími. Nikdo z odborné veřejnosti se ale na stranu těchto sdružení nepřiklonil.

## Galerie Šantovka
Obchodně společenské centrum se otevřelo veřejnosti 18. října 2013 a během prvních 7 týdnů do ní zavítalo více než 1 milion návštěvníků. Obchodní galerie vytvořila více než 1500 nových pracovních míst, nabízí přibližně 200 obchodů a 1000 parkovacích míst v bezprostřední blízkosti centra města. Galerie Šantovka získala nedlouho po svém otevření dvě prestižní ocenění. Odborný časopis CIJ Journal jí udělil první místo v kategorii Best Shopping Centre Development a v soutěži Nejlepší z Realit 2013 – Best of Realty, v kategorii obchodních center získala druhé místo. V obou soutěžích hodnotily projekty odborné komise a profesionálové z oboru výstavby, architektury a realit.

## Šantovka Tower
V areálu Šantovky by mohla vyrůst také druhá nejvyšší budova v Olomouci, která vzbuzuje mnoho kontroverzí. Navrhovaná výšková budova (předběžně nazvaná Šantovka Tower) od britské architektonické kanceláře Benoy, by měla být vysoká 75 metrů a měla být podle původního předpokladu dokončena v roce 2015. Již v roce 2008 byl investor upozorněn na nevhodnost tak vysoké stavby na území městské památkové rezervace. Následně byl vydán nový územní plán, který na základě stanoviska Ministerstva kultury pro stavby v této části památkové rezervace stanovil výškový limit 23 metrů.
Proti stavbě se dále ohradil Národní památkový ústav, místní občanská sdružení (Hnutí DUHA Olomouc a spolek Za krásnou Olomouc), olomoučtí architekti (Klub architektů Olomoucka) a řada známých osobností. Odpůrci výškové budovy argumentují především zničením a komodifikací panoramatu historického města.
Naopak první oficiální kladné stanovisko vydal odbor památkové péče olomouckého magistrátu, a to opakovaně (2013, 2014, 2016). Avšak krajský úřad toto kladné stanovisko magistrátu v lednu 2014 zrušil. Své rozhodnutí zdůvodnil chybami v původním dokumentu. Podporu výstavbě „mrakodrapu“ opakovaně vyjadřovali též primátoři Olomouce, Martin Novotný a Martin Major.
V této souvislosti podal investor (Office Park Šantovka s.r.o.) několik stížností pro nezákonný a neobjektivní postup a dokonce napadl legalitu existence městské památkové rezervace v Olomouci.  Krajský soud v Ostravě pak částečně vyhověl investorově stížnosti, když jako neopodstatněný zrušil v územním plánu výškový limit 23 m. Nová úprava územního plánu počítá s výškovým limitem 27 m pro plošnou zástavbu a s možností umístění jedné výškové stavby o maximální výšce 40 m.
Záměr stavby Šantovka Tower zatím neprošel územním řízením. Kromě výšky stavby je problematický také její malý odstup od sousedních staveb a jejich zastínění.